# 數位看板

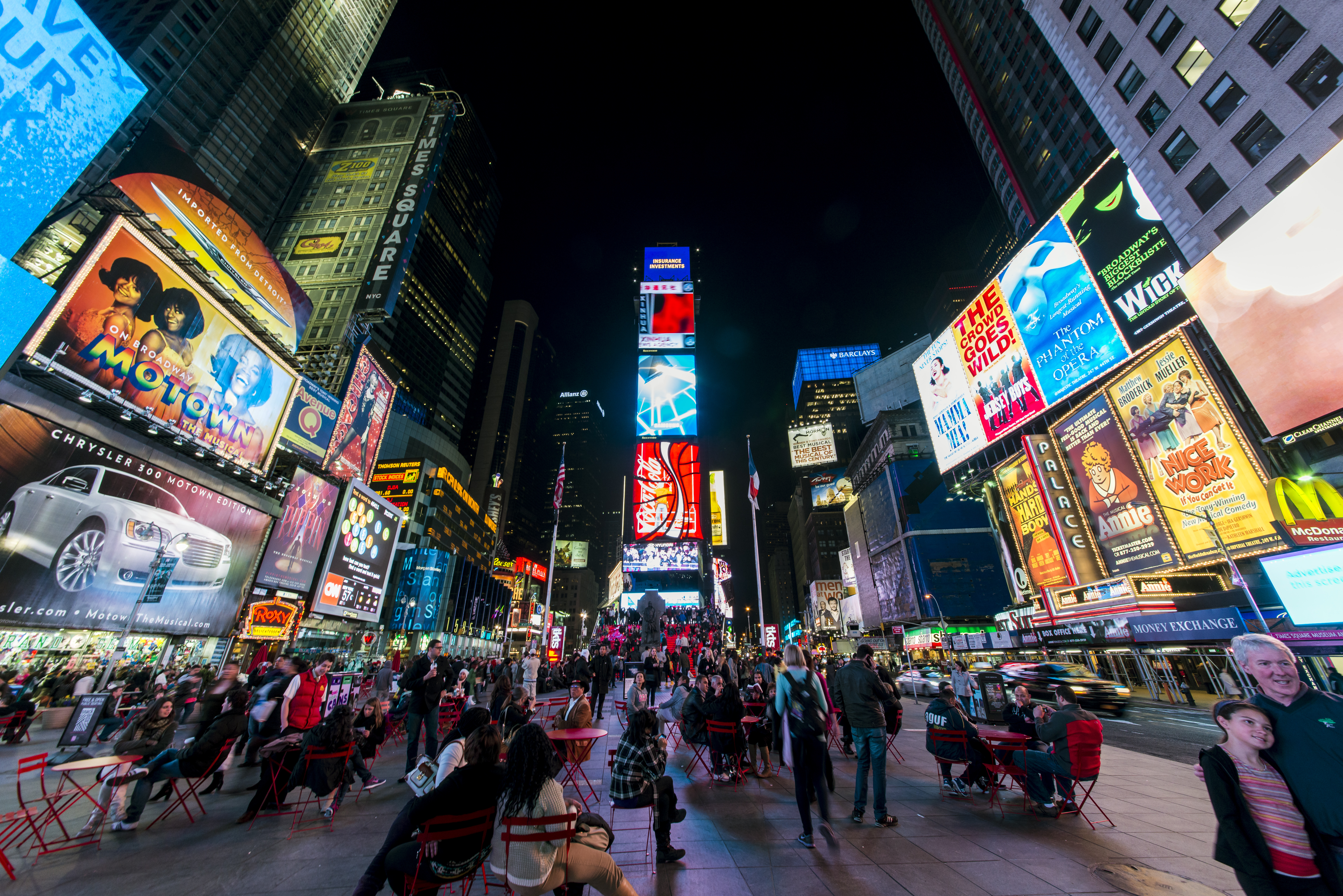
時報廣場一帶的數位看板

數碼廣告牌是一種以電腦控制數碼影像動態顯示內容的招牌。 數碼廣告牌主要用于商業广告，但也可以用作公共服务。它们位于顯眼及交通繁忙的位置，例如高速公路和主要道路。 

## 历史
第一个合适的广告牌是 1830 年代由美国的贾里德·贝尔发明的。1835 年，他想为一家马戏团做广告，而竖起了一个色彩繽紛的大广告牌。P.T. Barnum 看到了这种辦法的好处並效仿。 而第一块數碼廣告牌於2005 年安装。 

## 安全问题
數碼廣告牌所帶來的交通安全問題一直受人關注。聯邦公路局在2001年進行研究以檢視數碼廣告牌對車禍率的影響。根據其研究，當時似乎未有有效的技術或方法來評估數碼廣告牌對駕駛者的注意力的安全性影響。此後更廣泛的研究則證實數碼廣告牌對駕駛者的注意力的負面影響。
現時，美國有46 个州的法津允许安裝，比2007 年大约只有 33 个州為多。根據美國室外廣告協會報告，截至 2016 年 7 月 1 日，美国大約安装了 6,700 个數碼廣告牌，现在有 1,000 多个地點允许安裝。 

## 數碼廣告牌評估亮度方法的研發
为避免數碼廣告牌造成眩光，有人研發針對數碼廣告牌的亮度评估方法。广告牌的亮度级别是尝试解决此问题时考虑因素之一，照度计可用于测量保持廣告牌安全並清楚可見的亮度水平，以解决廣告牌造成的眩光问题。